# Frederic Wilhelm, Elector de Hesse
Frederic Wilhelm I  (20 august 1802 – 6 ianuarie 1875) a fost, între 1847 și 1866, ultimul elector de Hesse-Kassel.

## Biografie
S-a născut la Hanau și a fost al doilea fiu al lui Wilhelm al II-lea, Elector de Hesse și a primei soții a acestuia, Prințesa Augusta a Prusiei. Mama sa a fost fiica regelui Frederic Wilhelm al II-lea al Prusiei. Fratele său mai mare, Wilhelm, a murit la vârsta de doi ani, cu aproape doi ani înaintea nașterii sale, lăsându-l prinț moștenitor.  
În timpul ocupației franceze a Hesse-Kassel (1806–1813) el a stat cu mama și cu surorile sale la Berlin. Relația cu tatăl său a fost proastă din cauza aventurii tatălui cu Emilie Ortlöpp.
Frederic a fost educat la Universitatea din Marburg și la Universitatea din Leipzig. El a devenit co-regent la 30 septembrie 1831 și Elector în 1847. Sub influența ministrului Hans Daniel Ludwig Friedrich Hassenpflug el a dus o politică reacționară, care l-a făcut foarte nepopular. A fost obligat să accepte cerințele conducătorilor Revoluției din Martie dar a reintrodus Hassenpflug în 1850, după ce revoluția a fost zdrobită.
În Războiul austro-prusac (1866) a ales să stea de partea Austriei. Capitala sa Kassel a fost ocupată de Prusia, și, ca o consecință a refuzului său de a negocia, a fost transferat ca prizonier la Stettin la 23 iunie. Hesse-Kassel a fost anexată Prusiei în același an.
Frederic Wilhelm nu a acceptat niciodată dominația prusacă asupra teritoriului său. Chiar și după crearea Imperiului german (1871), el a încercat să-și recâștige tronul. A murit la Praga în 1875, la vârsta de 72 de ani.

Din cauza căsătoriei morganatice, fiii săi au fost excluși de la succesiune. A fost succedat la titlul de Elector de Hesse de Prințul Frederic Wilhelm de Hesse, din Casa de Hesse-Rumpenheim.

### Căsătorie și copii
Frederic Wilhelm s-a căsătorit morganatic la 26 iunie 1831 cu Gertrude Falkenstein (18 mai 1803- 9 iulie 1882), fiica lui Johann Gottfried Falkenstein și a Magdalena Schulz.
Gertrude Falkenstein era fosta soție a locotenentului Karl Michael Lehmann Tatăl lui Frederic Wilhelm a numit-o contesă de Schaumburg în 1831 iar el a numit-o Prințesă (Fürstin) de Hanau în 1853. 
Cuplul a avut 9 copii, unii născuți înainte de căsătorie, care de asemenea au fost făcuți prinți (Prinzen) de Hanau în 1862. Ulterior, Electorul a  divorțat de Gertrud.
- Augusta Marie Gertrude (1829–1887), căsătorită în 1849 cu Ferdinand Maximilian al III-lea Fürst zu Isenburg-Büdingen. Ei au fost bunicii Prințesei Sophie de Saxa-Weimar-Eisenach.
- Alexandrine (1830–1871), căsătorită în 1851 cu Prințul Felix zu Hohenlohe-Oehringen (1818–1900)
- Frederich Wilhelm (1832–1889), căsătorit morganatic de două ori: în 1856 cu Auguste Birnbaum și în 1875 cu Ludowika Gloede; copii lor au fost conți von Schaumburg, însă post-1918 descendenții au purtat titlul de Prinț/esă von Hanau.[4]
- Moritz (1834–1889), căsătorit morganatic în 1875 cu Anne von Lossberg; fără copii
- Wilhelm (1836–1902), căsătorit prima dată în 1868 cu Prințesa Elisabeta, fiica lui George Wilhel, Prinț de Schaumburg-Lippe; cuplul a divorțat în 1870. S-a recăsătorit în 1890 cu contesa Elisabeth zur Lippe-Weissenfeld; fără copii
- Maria (1839–1917), căsătorită în 1857 cu Prințul Wilhelm de Hesse-Philippsthal-Barchfeld. După divorțul din 1872, ei și copiilor li s-a garantat titlul de  Prinț/esă de Ardeck.[4]
- Karl (1840–1905), căsătorit în 1882 cu contesa Hermine Grote; fără copii.
- Heinrich (1842–1917), căsătorit morganatic cu Martha Riegel
- Philipp (1844–1914), căsătorit morganatic cu Albertine Hubatschek-Stauber